# Al Lopez
Pour les articles homonymes, voir López.
Alfonso Ramon Lopez (né le 20 août 1908 à Tampa, Floride, États-Unis et mort le 30 octobre 2005 à Tampa, Floride) est un joueur puis gérant dans les Ligues majeures. Admis au Temple de la renommée du baseball en 1977, il a joué au poste de receveur de 1928 à 1947 avant de diriger les destinées de deux clubs de la MLB de 1951 à 1969.
Al Lopez, deux fois sélectionné au sein d'une équipe d'étoiles, a longtemps détenu le record du baseball majeur pour le plus grand nombre de parties disputées à la position de receveur.

## Carrière de joueur
Al Lopez débute en Ligue majeure chez les Dodgers de Brooklyn le 27 septembre 1928. Jouant dans les ligues mineures en 1929, il obtient un poste chez les Dodgers l'année suivante. À sa première saison complète en 1930, Lopez dispute 128 parties, frappe un sommet personnel de 130 coups sûrs en une saison et maintient une moyenne au bâton de,309. Son total de points produits (57) cette année-là est aussi son plus élevé en carrière. Il élève également sa moyenne au-dessus de,300 en 1933 et reçoit quelques votes au scrutin tenu après la saison pour élire le joueur par excellence de la ligue. Même s'il n'a jamais dépassé le 10e rang à ce scrutin, Lopez a tout de même reçu les faveurs de quelques membres votants au cours de six saisons différentes.
En 1934, il représente les Dodgers de Brooklyn au match des étoiles de la Ligue majeure de baseball.
Échangé aux Braves de Boston après la saison 1935, Lopez s'aligne avec cette nouvelle équipe de 1936 à 1940, année où il est transféré chez les Pirates de Pittsburgh en cours de saison.
Chez les Pirates en 1941, Lopez est sélectionné une nouvelle fois pour le match des étoiles. Il bat durant l'année 1945 le record de Gabby Hartnett pour le plus grand nombre de parties jouées au poste de receveur dans les Ligues majeures.
De nouveau échangé après la saison 1946, Lopez dispute une dernière saison en 1947 dans l'uniforme des Indians de Cleveland.
Il complète sa carrière avec un record des majeures de 1918 parties jouées comme receveur. Ce record ne sera battu qu'en 1987, par Bob Boone.
Apparu dans 1930 parties au total dans le baseball majeur, Al Lopez a maintenu une moyenne au bâton de,261 avec 1547 coups sûrs, dont 206 doubles et 51 coups de circuit. Il totalise 652 points produits et 613 points marqués.

## Carrière de manager
Lopez est gérant des Indians de Cleveland de 1951 à 1956, et des White Sox de Chicago de 1957 à 1965, puis brièvement en 1968 et 1969 pour les White Sox. En 15 saisons complètes comme manager, jamais son équipe ne connut une saison perdante. Avec un pourcentage de victoires de,584 en carrière, il se classe (après la saison 2010 de la MLB) au quatrième rang des managers du baseball majeur ayant au moins dirigé une équipe pendant 2000 matchs, derrière Joe McCarthy (pourcentage de victoires de,615), Frank Selee (,598) et John McGraw (,586).
Il a mené les Indians à la conquête du titre de la Ligue américaine en 1954, alors que Cleveland remporte 111 victoires en saison régulière, contre seulement 43 défaites, pour un impressionnant pourcentage de victoires de,721. Ces 111 victoires furent le record du baseball majeur et de la Ligue américaine jusqu'en 1998. Il s'agit toujours du record de franchise pour les Indians. Cependant, en Série mondiale 1954, Cleveland est ridiculisé en quatre matchs consécutifs par les représentants de la Ligue nationale, les Giants de New York, qui avaient pourtant gagné 14 parties de moins en saison régulière.
Une équipe dirigée par Lopez retourne en Série mondiale en 1959, alors que les White Sox de Chicago sont opposés en finale aux Dodgers de Los Angeles. Ces derniers remportent la finale quatre parties à deux.
Lopez a dirigé Cleveland pour 930 parties en six saisons. Sa fiche victoires-défaites est de 570-354, pour un pourcentage de victoires de,617.
Il a savouré 840 victoires comme manager des White Sox pendant 11 saisons, contre 650 défaites. Son pourcentage de victoires est de,564 en 1495 parties. Gérant du club de 1957 à 1965, il revient brièvement dans l'abri à deux reprises. D'abord en 1968, en remplacement de Les Moss pendant 47 matchs, puis en 1969 pour les 17 premières rencontres de la saison, après quoi il cède la place à Don Gutteridge.
En 2425 matchs comme gérant dans les majeures, les équipes menées par Lopez ont remporté 1410 victoires, contre 1004 revers.

## Honneurs
Lopez est élu au Temple de la renommée du baseball (Baseball Hall of Fame) en 1977 pour sa carrière de manager. Lorsqu'il s'éteint dans sa ville natale de Tampa, en Floride, le 30 octobre 2005, Lopez est âgé de 97 ans et était le plus âgé des membres du Temple de la renommée.
En 1954, un stade de baseball de Tampa est nommé Al Lopez Field, en l'honneur de celui qui est alors gérant des Indians de Cleveland. Le terrain est utilisé par les White Sox de Chicago comme site d'entraînement de printemps. Lors d'un match pré-saison durant les années où Lopez dirige les Sox, le manager est expulsé par l'arbitre après un argument sur le terrain. Lopez, outré, déclare alors « Il m'a jeté dehors de mon propre stade ! » Le Al Lopez Field fut plus tard un site d'entraînement printanier des Reds de Cincinnati de la Ligue majeure, en plus d'accueillir les Tampa Tarpons, un club mineur de Florida State League jusqu'à sa fermeture en 1988. Le stade est démoli en 1989. Un parc situé à proximité du site où se trouvait le terrain est renommé Al Lopez Park en 1992, et une statue de Lopez y est érigée.